# Амореи
не бива да се бъркат или смесват с амораите от историята на юдаизма
Амореите или Аморейците (асирийски: Amurru), наричани също аморити, са семитска народност, населявала Плодородния полумесец през 3-1 хилядолетие пр.н.е. Самоназванието на амореите е сутии и се свързва митологически с третия син на Адам и Ева – Сит.
Аморейският език е близък до акадския и днес е известен само от отделни запазени в тогавашните текстове имена.

## История
Според първите споменавания на амореите в Месопотамия в края на 3 хилядолетие пр.н.е. те населяват територията на Древна Сирия и Ханаан, но се предполага, че са се преселили там от Арабския полуостров. Амореите се появяват засвидетелствано на историческата сцена през 21 век пр.н.е. от запад на Акад, поради и което стават известни като хора от запад или западни хора. Наименованието обхваща множеството родствени пастирски семитски племена които не образували някакво политическо единство, а били независими и често дори враждебни едни на други. Друга група амореи, по време на управлението на третата династия на Ур, навлиза в Ханаан.
Групи амореи се заселват в Месопотамия, като първоначално остават под властта на местните държави. След падането на Третата династия на Ур, на територията на Месопотамия възникват множество малки държави, много от които са доминирани от амореите. Една от тях е Вавилония, която подчинява цяла Месопотамия и остава водеща сила в региона до около 1600 пр.н.е.
През следващите столетия аморейското присъствие в Месопотамия отслабва и около 1100 пр.н.е. те отново се свързват само с Древна Сирия и Ханаан. Според Библията Аморей е син на Ханаан (който е син на Хам) и същевременно брат на хетите и йевусеите (Битие 10:15). По времето на Авраам амореите са в армията на Содом и Гомор в отразяването на еламитското нашествие на Кедорлаомер (Битие 14:7). По времето на Исус Навин амореите владеят Галаад, т.е. източния бряг на река Йордан между земята Васан и Моав (Числа 21:13 – 25), както и много градове в Южен Ханаан, т.е. северно от Филистия – най-важният от които е Йерусалим, както и Лахиш, Хеврон и др. (Исус Навин 10:5). Езекил нарича Йерусалим аморейска дъщеря (Езекил 16:4). Съдбата на аморейска Вавилония сполита и западното ѝ аморейско царство Ямхад.
Наследствено на амореите, т.е. западносемитските племена и население, е древното население на Угарит, както родствените на последното финикийци, ханаанци и евреи, в т.ч. като последен остатък и издънка на древната аморейска цивилизация – античният Пунически Картаген.